# 3,5-ジ-tert-ブチルサリチルアルデヒド
3,5-ジ-tert-ブチルサリチルアルデヒド(3,5'-Di-tert-butylsalicylaldehyde)は、有機化合物の1つである。淡黄色の固体で、サレン合成のビルディングブロックとなる。

## 合成
このアルデヒドは、市販されている。また、2,4-ジ-tert-ブチルフェノールとヘキサメチレンテトラミンからダフ反応で合成できる。

## 反応
様々なジアミンと縮合し、触媒として用いられる様々なサレン錯体を与える。例えば、ジェイコブセン触媒の一方の鏡像異性体のみを含有する（エナンチオピュアな）錯体は、trans-1,2-ジアミノシクロヘキサンから合成される。さらに塩素源存在下で、酢酸マンガン(II)及び大気中の酸素と反応させることで触媒が得られる。